# الملانة
الملانة هي الحمّص الأخضر الذي ينتشر كثيراً في أعياد شم النسيم في مصر. وتحتوى الملانة فيتامينات وسكراً، ولا ينصح بأكلها بكثرة لصعوبة هضمها. يؤكل حبّه نيّئاً ومطبوخاً ومسلوقاً، ويسمَّى النبات الجافّ منه في مصر "حمص "، وينتشر استخدامه في الشتاء عن طريق طهي الحبوب الناضجة المجففة بعد تليينها في الماء وغليها وإضافة البهارات لها، ويعرف هذا المشروب في المناطق الشعبية باسم الحلبسة.